# 입체시
입체시(立體視, stereopsis)는 양안시를 이용해서 입체적인 지각을 하는 과정이다. 입체시는 양안 시력을 통해 양안 시차를 통해 검색되는 깊이 인식의 구성 요소이다. 깊이 인식에 기여하는 유일한 요소는 아니지만 중요한 요소이다. 양안시는 머리의 위치가 약간 다르기 때문에 각 눈(왼쪽 및 오른쪽)이 서로 다른 이미지를 수신하기 때문에 발생한다. 이러한 위치 차이를 "수평 시차" 또는 보다 일반적으로 "양안 시차"라고 한다. 차이는 뇌의 시각 피질에서 처리되어 깊이 인식을 생성한다. 양안 시차는 두 눈으로 실제 3차원 장면을 볼 때 자연스럽게 존재하지만, 입체경이라는 방법을 사용하여 두 개의 다른 이미지를 각 눈에 별도로 인위적으로 표시하여 시뮬레이션할 수도 있다. 이러한 경우 깊이에 대한 인식을 "입체 깊이"라고도 한다.
그러나 깊이와 3차원 구조에 대한 인식은 물체 크기의 차이, 운동 시차(관찰자의 움직임에 따라 시간이 지남에 따라 물체의 이미지가 달라지는 현상) 등 한쪽 눈에서만 볼 수 있는 정보로 가능하다. 이러한 경우 깊이는 양안 시차로 얻은 깊이만큼 생생하지 않은 경우가 많다. 따라서 입체시(또는 입체 깊이)라는 용어는 특히 양안 시력과 관련된 깊이에 대한 독특한 인상(구어적으로 "3D로" 보는 것으로 지칭됨)을 의미할 수도 있다.
깊이에 대한 "실제" 분리의 인상은 깊이가 파생되는 정밀도와 연결되어 있으며, 이 정밀도에 대한 의식적인 인식(상호작용성과 현실성에 대한 인상으로 인식됨)이 모터 계획을 안내하는 데 도움이 될 수 있다고 제안되었다.
입체시 기능에 이상이 있으면 대한민국 공군 공중 근무자에 지원할 수 없다.

## 같이 보기
- 양안시
- 원근법
- 컴퓨터 스테레오 비전
- 깊이 감각
- 홱보기